# تعطيل الاستنكار
تعطيل الاستنكار، يُدعى أحيانًا تعطيل الاستنكار الإرادي، هو التجنب المتعمد للتفكير النقدي أو المنطق عند مواجهة شيء غير حقيقي أو مستحيل في الواقع، مثل عمل من الخيال التأملي، من أجل تصديقه بهدف الاستمتاع. يُعد أرسطو أول من تحرى فكرة المفهوم في علاقته مع مبادئ المسرح؛ يتجاهل الجمهور عدم واقعية الخيال من أجل اختبار التطهير.

## المفهوم
لا يتعلق المفهوم التقليدي لتعطيل الاستنكار الذي اقترحه كولريدج بتعطيل الاستنكار لواقعية الشخصيات أو الأحداث الخيالية، بل بتعطيل الاستنكار للأمور الخارقة للطبيعة. يتجلى ذلك في الطريقة التي يستخدمها القارئ لتعطيل استنكاره للأشباح عوضًا عن لا خيالية الأشباح في القصة. وفقًا لنظرية كولريدج، يمثل تعطيل الاستنكار عنصرًا أساسيًا في أي نوع من رواية القصص.
توسع نطاق استخدام عبارة «تعطيل الاستنكار» في أواخر القرن العشرين، إذ غالبًا ما تُستخدم للإشارة إلى وقوع عبء تحقيق هذا التعطيل على القارئ، عوضًا عن الكاتب. يمكن استخدام ذلك للإشارة أيضًا إلى رغبة الجمهور في غض النظر عن قيود الوسيط، من أجل التأكد من عدم تضاربها مع قبولهم المقدمات. تساهم هذه المقدمات أيضًا في إشراك العقل وربما اقتراح تفكير، أو فكرة، أوفن أو نظرية ما. على سبيل المثال، يجب على مشاهد الفيلم تجاهل حقيقة مشاهدته عرضًا مفبركًا فضلًا عن قبوله على أنه واقعه بشكل مؤقت من أجل الترفيه. تشكل جميع الأفلام المبكرة بالأبيض والأسود مثالًا على وسائل الإعلام المرئية التي تتطلب من الجمهور تعطيل استنكارهم لهذا السبب.
ينطبق تعطيل الاستنكار في أغلب الأحيان على الأعمال الخيالية لأنواع الحركة، والفكاهة، والخيال والرعب في كل من الأدب المكتوب والفنون المرئية. يشمل الانفصال المعرفي في نوع الخيال استخدام جهل الشخص في تعزيز تعطيل الاستنكار.

## علم النفس
يقدم الناقد النفسي نورمان هولاند تفسير علم الأعصاب لتعطيل الاستنكار. عند مشاهدتنا أو سماعنا لقصة ما، تتوجه أدمغتنا بالكامل إلى وضع الإدراك، مع إيقاف أنظمة التصرف أو التخطيط للتصرف، التي تشمل أنظمتنا اللازمة لتقدير الواقع. صاغ كولريدج عبارة ثانية أكثر دقة، «الإيمان الشعري»، إذ يواجه البشر صعوبة في التعرف على الأكاذيب: يصدقون أولًا، ثم يحاولون بذل جهد واع لإلغاء تصديقهم.
لا يمكننا تقدير القيمة الحقيقة لما سمعناه أو رأيناه إلا عند توقفنا عن الإدراك والبدء في التفكير. في حال كنا بالفعل «مستغرقين» في الخيال - «منقولين» بمصطلح علماء النفس – فنحن عندئذ، وفقًا لقول إيمانويل كانط منذ وقت طويل، «غير مهتمون». نحن نستجيب جماليًا دون هدف. لا نحكم على حقيقة ما ندركه حتى عندما لا نكون منقولين ونبدأ التفكير فيها، فنحن نعلم جيدًا أنه خيال.
استخدم فرانك ديفولغنتس تعطيل الاستنكار أيضًا في سياق الصحة النفسية في كتابه بعنوان تدفق. حاول ديفولغنتس وصف ظاهرة نسيان الأفكار غير العقلانية المرتبطة بحالات اضطراب «أو سي دي». اقترح المؤلف في كتابه «تعطيل الاستنكار» بوصفه الجهة المعاكسة لإجبار النفس على النسيان؛ بشكل مشابه لوضع فيروس في الحجر الصحي. يمكننا بالتالي الانغماس في الأنشطة حولنا حتى تختفي هذه اللاعقلانيات من تلقاء نفسها.